# تیشینا
تیشینا (به لاتین: Tišina) یک شهرک و شهرداری در اسلوونی است. تیشینا ۳۸٫۸ کیلومتر مربع مساحت و ۴٬۱۸۹ نفر جمعیت دارد.